# Utopenec

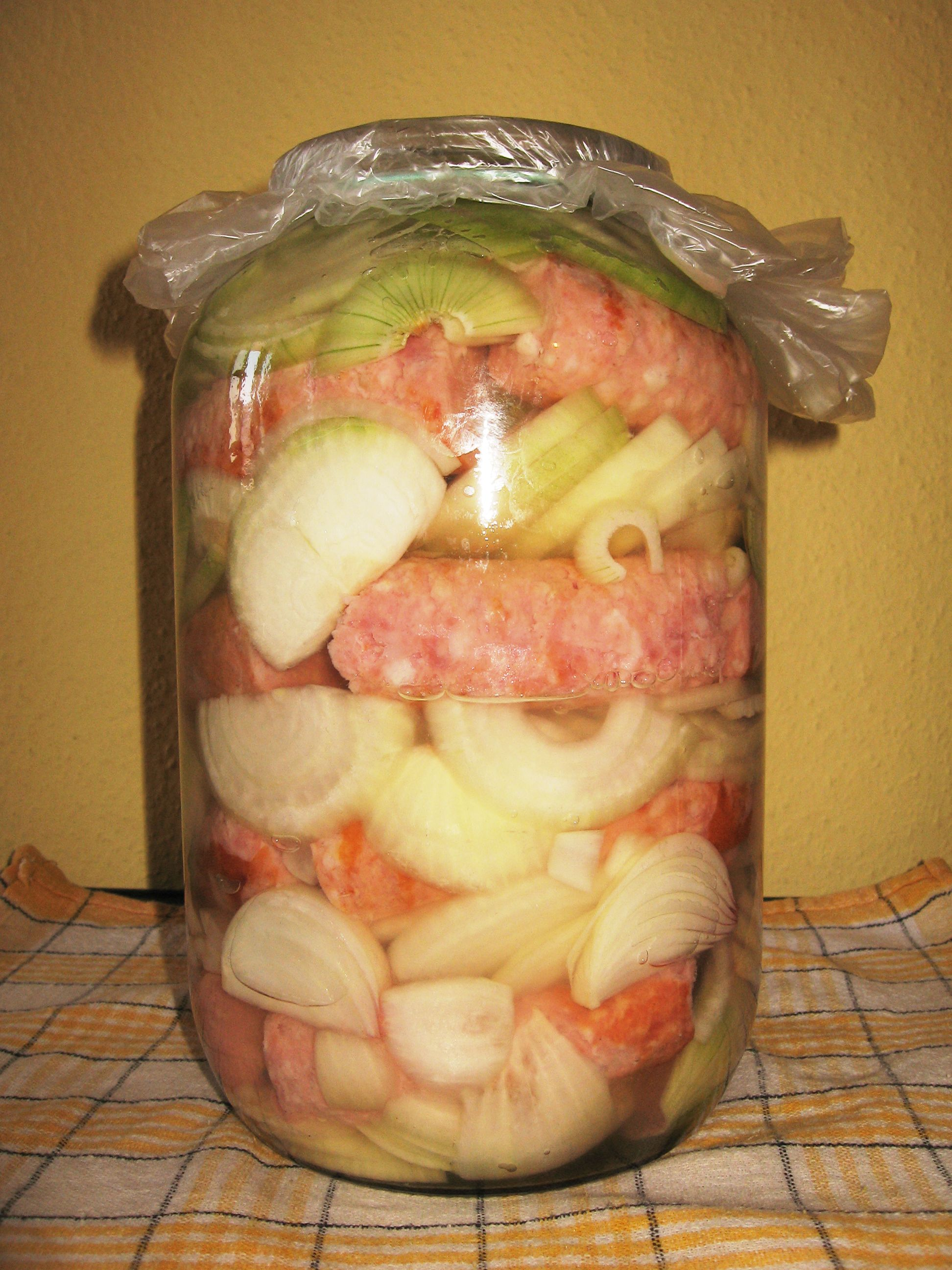
Zamarynowane utopence w słoiku

Utopenec (cz. dosł. „topielec”, lm utopenci albo utopence) – popularna czeska przekąska, serdelkowate kiełbaski w marynacie. 

## Nazwa i tradycja
Nazwa pochodzi najpewniej od sposobu przyrządzania poprzez „topienie” wędliny w słodko-kwaśnej zalewie. Popularny przekaz łączy ją jednak z postacią młynarza Šamánka spod Berouna (autora receptury), który miał się utopić przy naprawie młyńskiego koła.

## Przyrządzanie
Podstawowy jej składnik stanowią kiełbaski zwane špekáčkami, wyrabiane z mieszaniny mięsa wołowego i wieprzowiny z dodatkiem słoniny, i zalewane gotowaną, a następnie przestudzoną marynatą. W tej postaci przetwór przechowywany jest w miejscu chłodniejszym (poza lodówką) przez 1-2 tygodnie, zanim ostatecznie nadaje się do spożycia. Utopence zwykle spożywa się na zimno z pieczywem, a także jako zakąskę, np. do piwa.

## W kulturze popularnej
Współczesny pisarz Jiří Žáček poetycko nadał utopencom znaczenia symboliczne:
Co chcecie do piwa. Może dwa topielce?
one tworzą czeską egzystencję
Topielce czeskie z historycznej lekcji
obrastają w tłuszcz, ale bez erekcji
Topielce czeskie, straszna perspektywa
mózgi utopione w oceanie piwa